# Daisy Leach
Dorothy "Daisy" Leach, född 1900 i Storbritannien, död (uppgift saknas), var en brittisk friidrottare med löpgrenar som huvudgren. Leach var en pionjär inom damidrott, hon var världsrekordhållare i stafettlöpning 4 x 100 meter och blev guldmedaljör vid den första ordinarie Damolympiaden 1922 i Paris.

## Biografi
Dorothy Leach föddes år 1900 i Storbritannien. Senare studerade hon vid Regent Street Polytechnic belägen på Regent Street i centrala London.
I ungdomstiden blev hon intresserad av friidrott och gick med i idrottsföreningen "Highgate Harriers" i norra London.
1922 deltog i den första ordinarie damolympiaden den 20 augusti 1922 i Paris. Under idrottsspelen vann hon guldmedalj med stafettlaget (med Mary Lines, Nora Callebout, Daisy Leach som tredje löpare och Gwendoline Porter) på 4 x 110 yards, segertiden 51,8 sekunder blev det andra officiella världsrekordet i stafettlöpning för damer.
Senare drog Leach sig tillbaka från tävlingslivet.